# Arrondissement de Rhin-Palatinat
 (mars 2025).
Si vous disposez d'ouvrages ou d'articles de référence ou si vous connaissez des sites web de qualité traitant du thème abordé ici, merci de compléter l'article en donnant les références utiles à sa vérifiabilité et en les liant à la section « Notes et références ».
L'arrondissement de Rhin-Palatinat est un arrondissement  ("Landkreis" en allemand) de Rhénanie-Palatinat  (Allemagne).
Son chef-lieu est Ludwigshafen am Rhein.
Sur une surface de 304,88 km2 avec une population de 148 860 habitants, la densité de population est 488 personnes au km².
Au 31 décembre 2022, sa population est de 155 921 habitants.

## Villes, communes & communautés d'administration
(entre parenthèses, le nombre d'habitants en 2007)
Villes
- 1. Altrip (7 808)
- 2. Bobenheim-Roxheim (9 967)
- 3. Böhl-Iggelheim (10 533)
- 4. Lambsheim (6 268)
- 5. Limburgerhof (10 834)
- 6. Mutterstadt (12 576)
- 7. Neuhofen (7 207)
- 8. Römerberg [Siège : Heiligenstein] (9 194)
- 9. Schifferstadt, ville (19 392)

Communes fusionnées avec leurs municipalités associées
(* indique le siège des communes fusionnées)
- 1. Commune fusionnée de Dannstadt-Schauernheim

1. Dannstadt-Schauernheim * (7 033)
2. Hochdorf-Assenheim (3 113)
3. Rödersheim-Gronau (2 876)

- 2. Commune fusionnée de Dudenhofen

1. Dudenhofen * (5 812)
2. Hanhofen (2 410)
3. Harthausen (3 082)

- 3. Commune fusionnée de Heßheim

1. Beindersheim (3 054)
2. Großniedesheim (1 391)
3. Heßheim * (3 060)
4. Heuchelheim bei Frankenthal (1 272)
5. Kleinniedesheim (942)

- 4. Commune fusionnée de Maxdorf

1. Birkenheide (3 192)
2. Fußgönheim (2 484)
3. Maxdorf * (7 011)

- 5. Commune fusionnée de Waldsee

1. Otterstadt (3 361)
2. Waldsee * (5 330)

## Géographie
L'arrondissement se trouve au bord du Rhin. Les villes et arrondissements voisins sont (en sens horaire) :
- La ville de Worms
- L'arrondissement de la Bergstraße
- Les villes de Frankenthal, Ludwigshafen et Mannheim
- L'arrondissement de Rhin-Neckar
- La ville de Spire (Speyer)
- Les arrondissements de Karlsruhe, Germersheim, Südliche Weinstraße et Bad Dürkheim

Il y a un climat tempéré avec des précipitations de 500 mm par an.

## Infrastructures
Les autoroutes 6, 61, 65 et 650 traversent l'arrondissement. Il y a aussi beaucoup des routes nationales, routes mineures et le Rhin comme route de navigation.

## Galerie

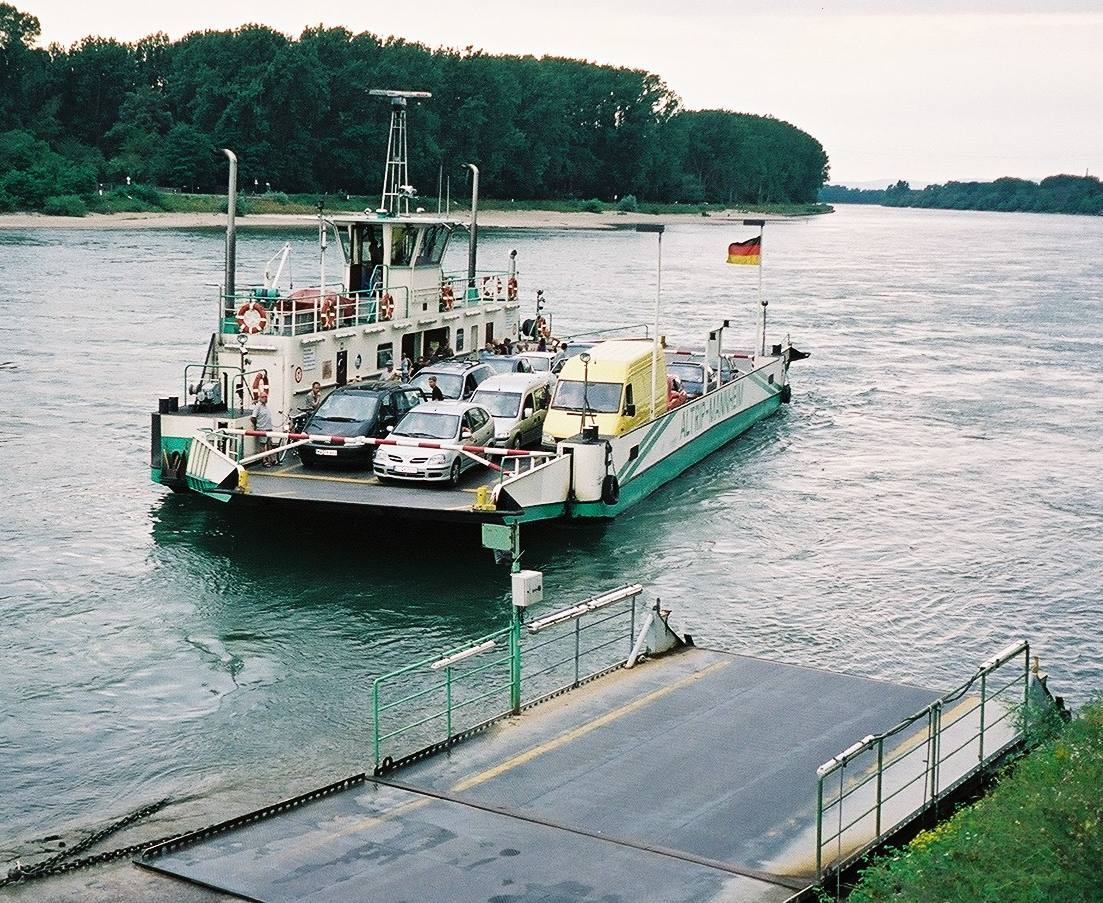
Altrip
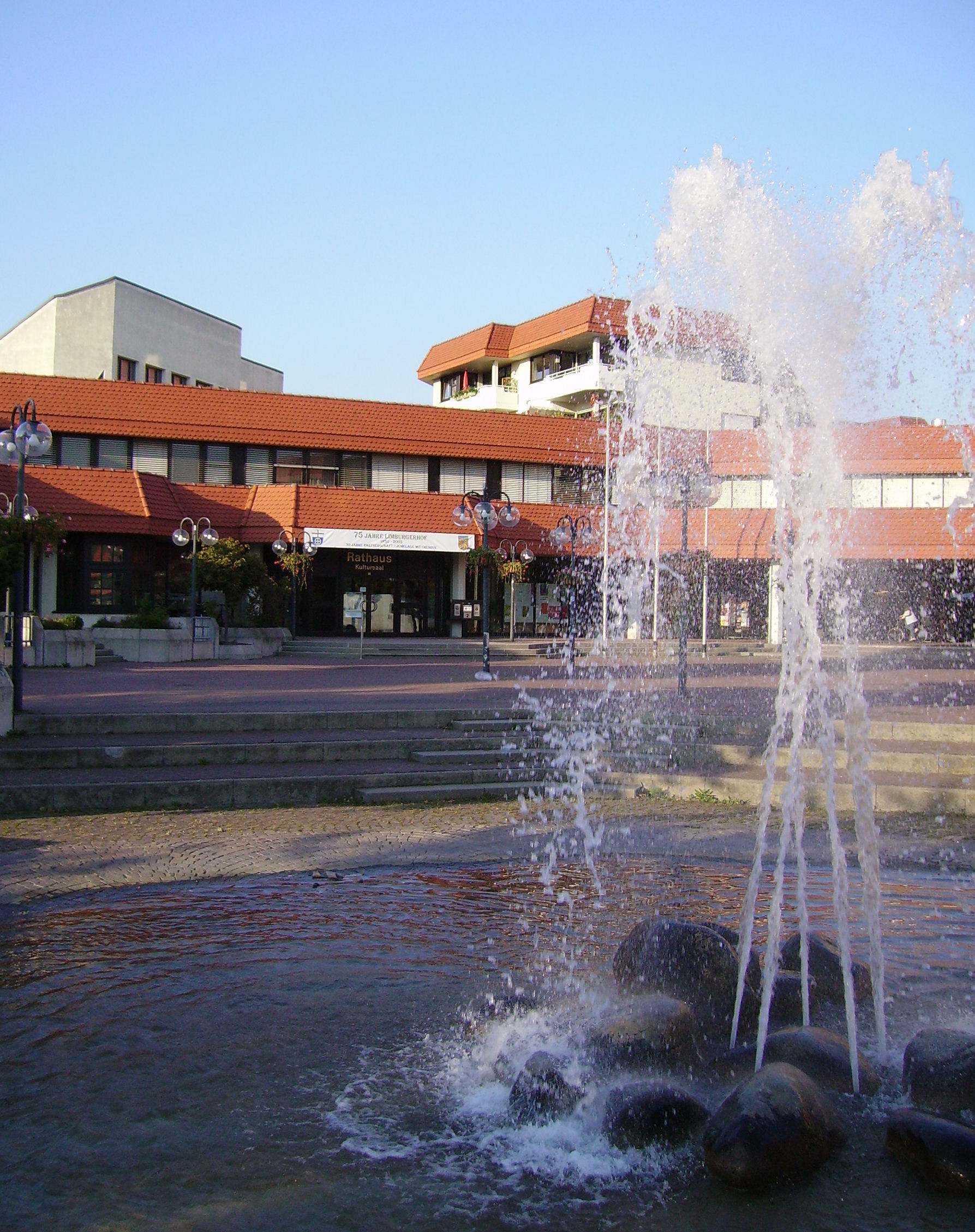
Limburgerhof
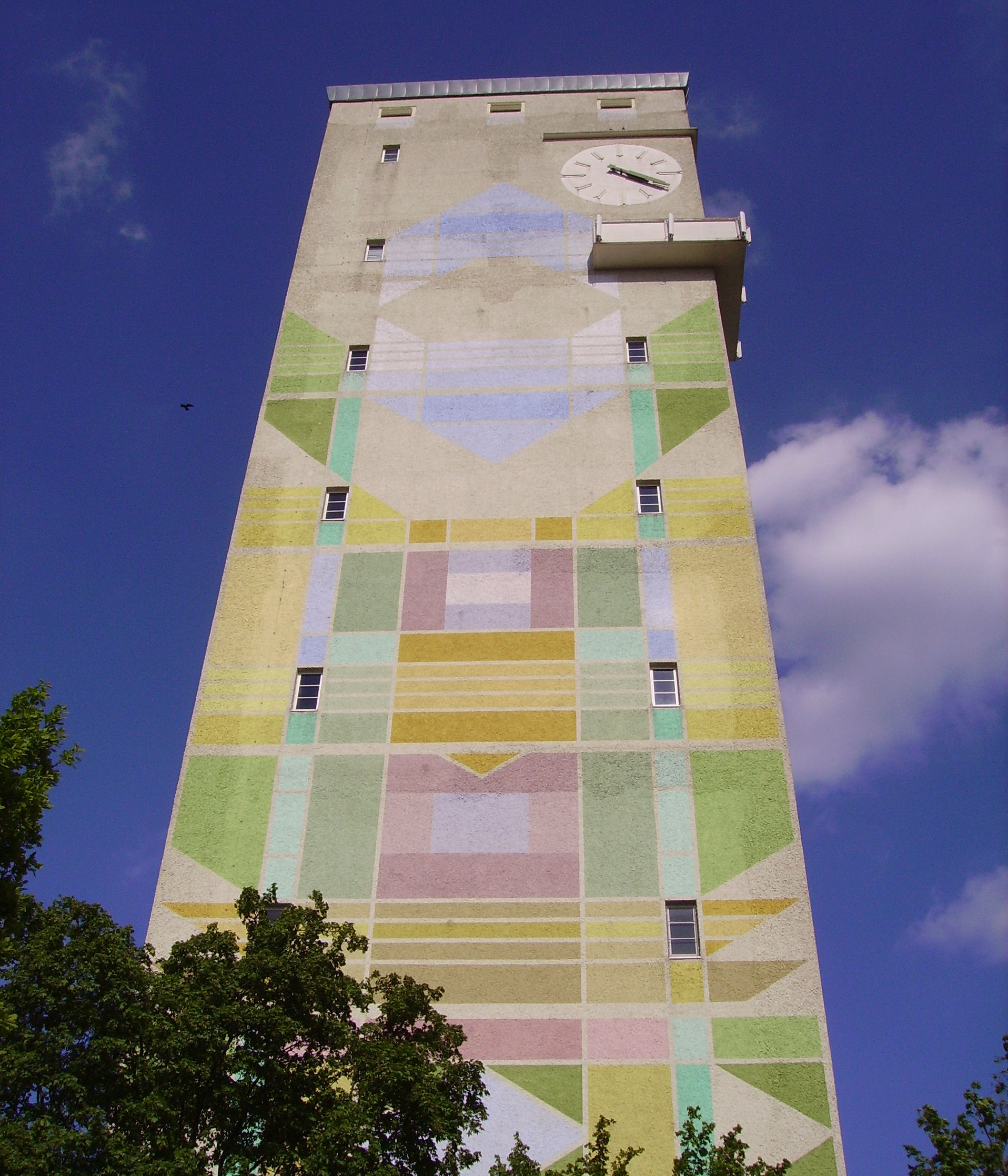
Mutterstadt
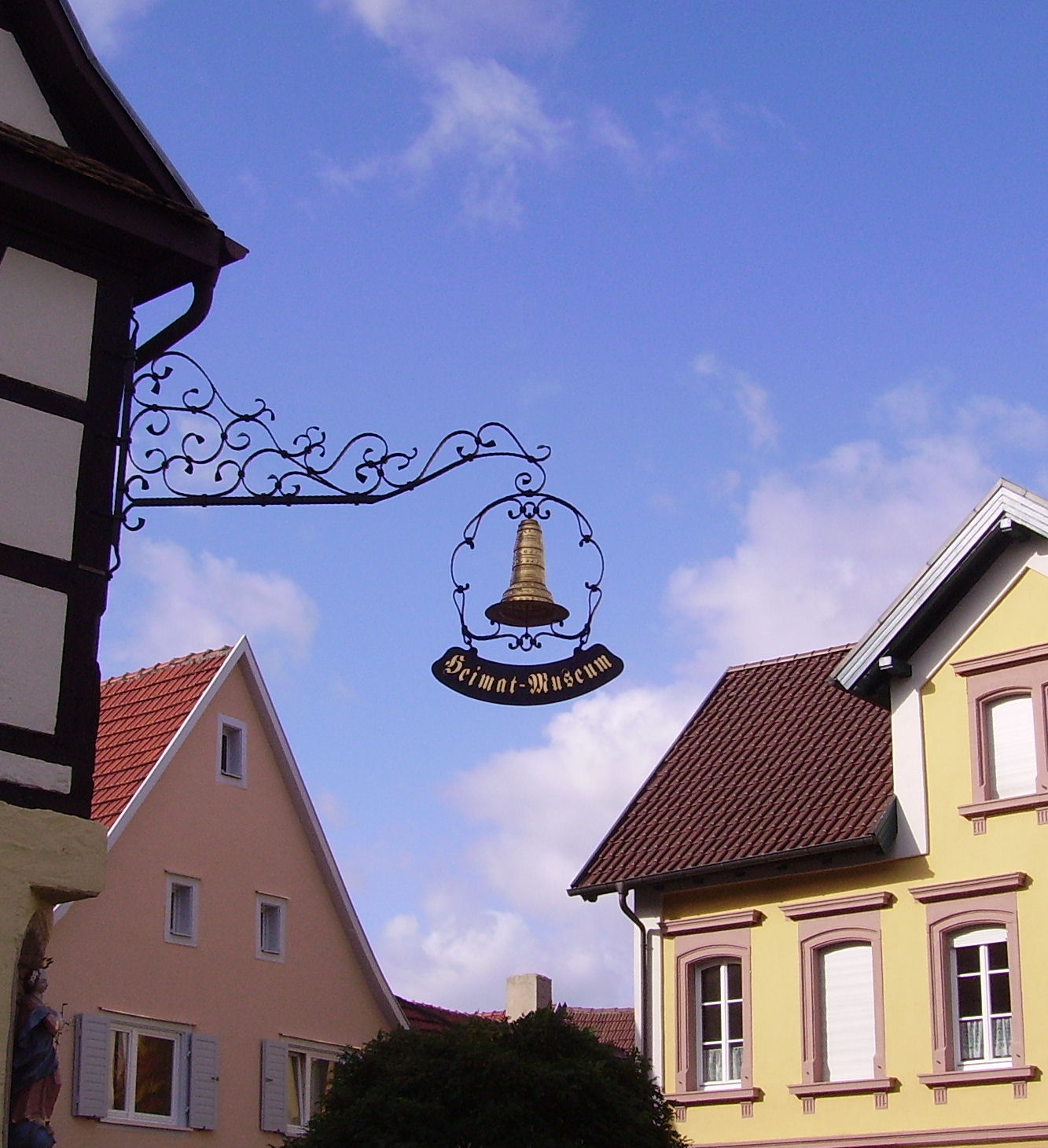
Schifferstadt